# Antonio Rossi
Antonio Rossi, född den 19 december 1968 i Lecco, Italien, är en italiensk kanotist.
Han tog OS-brons i K-2 500 meter i samband med de olympiska kanottävlingarna 1992 i Barcelona.
Han tog OS-guld i K-1 500 meter och OS-guld i K-2 1000 meter i samband med de olympiska kanottävlingarna 1996 i Atlanta.
Han tog därefter OS-guld igen i K-2 1000 meter i samband med de olympiska kanottävlingarna 2000 i Sydney.
Han tog slutligen OS-silver i K-2 1000 meter i samband med de olympiska kanottävlingarna 2004 i Aten.